# Saint Andrew, Barbados
Saint Andrew este una din cele unsprezece parohii ale statului caraibian Barbados. 

## Parohiile vecine
- Saint James - Vest
- Saint Joseph - Sud-est
- Saint Peter - Nord
- Saint Thomas - Sud